# Valeria Camporesi
Valeria Camporesi (Bolonia, 1957) es una historiadora de cine, profesora universitaria e investigadora ítalo-española. Desde enero de 2023  es directora de Filmoteca Española. 

## Biografía
Nació en Bolonia, Italia y se licenció en historia contemporánea por la Universidad de Bolonia, doctorándose luego en el Instituto Universitario Europeo de Florencia, en Historia y Civilización. En su período de formación ha realizado estancias largas en  la Universidad de East Anglia, en Norwich, en la Tufts University (Medford, Massachusetts) y en la Universidad Complutense de Madrid, España. 
Ha sido profesora del Programa de Estudios Cinematográficos, de Historia del Cine y de los Medios Audiovisuales y de Lenguajes del cine contemporáneo en la Universidad Autónoma de Madrid. En 2008 fue elegida vicedecana de Relaciones Internacionales de la Facultad de Filosofía y Letras y al año siguiente fue nombrada Vicerrectora de Extensión Universitaria y Promoción Científica de dicha universidad. Ha publicado varios libros, ensayos y artículos sobre cine e historia del arte contemporáneo. Ha sido colaboradora de instituciones vinculadas a la historia de los medios de comunicación y ha dirigido diversos proyectos en esa misma línea.
Desde principios de los años 90 vive en Madrid (España), y en enero de 2023 asume el cargo de directora de Filmoteca Española.

## Publicaciones
- 2023, Las películas del "art cinema" y sus públicos. El cine español en la segunda mitad de los años setenta, Madrid, Cátedra.
- 2015, Introducción a la teoría del cine, Madrid, UAM (traducción).
- 2014, Pensar la historia del cine, Madrid, Cátedra.[4]
- 2014, Il cinema spagnolo attraverso i film, Roma, Carocci (edición, introducción, un capítulo y traducción).
- 2000, Mass Culture and National Traditions. The BBC and American Broadcasting, Florencia.
- 1993, Para grandes y chicos. Un cine para los españoles, 1940-1990, Madrid, Turfan.